# Beneamane
Beneamane este o comună din departamentul Djiguenni, Regiunea Hodh Ech Chargui, Mauritania, cu o populație de 4.466 locuitori.